# Werner Umberg
Werner Umberg (* 30. März 1943) ist ein deutscher Schauspieler.

## Leben
Werner Umberg verließ 1961, im Alter von 18 Jahren, die Schule und sein Elternhaus. In den folgenden Jahren hielt er sich mit verschiedenen Gelegenheitsjobs über Wasser. Er war in Paris als Drogerieverkäufer, in London als Sprachlehrer und in Rom als Film-Statist in den Cinecittà-Studios tätig.
Mitte der 1960er Jahre kam Umberg dann zum Film. In der Fernsehserie Jörg Preda erzählt, eine Serie rund um den abenteuerlustigen Reisejournalisten Jörg Preda (Pinkas Braun), die ab 1966 mit 13 Episoden als 25-Minutenformat in einigen regionalen Vorabendprogrammen der ARD ausgestrahlt wurde, war er in mehreren Folgen als Predas „Sidekick“ Polon mit dabei. Der Regisseur Rudolf Thome, einer der Vertreter des Neuen Deutschen Films, besetzte Umberg für seinen Autorenfilm Fremde Stadt (1972). Umberg wirkte 1973/74 auch in zwei Folgen der populären ZDF-Krimiserie Der Kommissar mit, wo er jeweils in kleinen Rollen neben Film- und Fernsehstars wie Erik Ode, Ruth Leuwerik, Michael Ande und Marianne Hoppe zu sehen war.
Seinen Durchbruch als Schauspieler hatte Umberg mit der Rolle des „gutaussehenden und abenteuerlustigen“ Fürsten Bekeczy in der deutsch-ungarisch-französischen Abenteuerserie Arpad, der Zigeuner, die 1973–1974 ausgestrahlt wurde; Umberg spielte darin den Verbündeten des „charmant-feurigen“ Zigeuners Árpád.
Aufgrund des Arpad-Serienfolgs erhielt Umberg im Zuge der „Renaissance des Heimatfilms“ in den 1970er Jahren auch zwei weitere Kinoengagements: In Der Jäger von Fall (1974) spielte er den Jagdhelfer Hias; im Folgejahr war er in Der Edelweißkönig (1975) der Forstgehilfe Gidi.
Umberg war mit der österreichischen Schauspielerin Gerlinde Döberl verheiratet. Die Hochzeit fand im Juli 1973 in der Schlosskapelle von Schloss Amerang, in der Nähe von Wasserburg am Inn statt; das Paar hatte sich im November 1972 in München kennengelernt. Die Ehe wurde später wieder geschieden.
Mitte der 1970er Jahre zog sich Umberg aus dem Filmgeschäft zurück. Über den weiteren Lebensweg Umbergs ist nichts öffentlich bekannt. Er war später wohl als Geschäftsmann in Berlin tätig; dort lebte er auch im Jahr 2007 noch.

## Filmografie
- 1971: Die Spalte (Kinofilm)
- 1971: Gewalt (TV)
- 1971: Mord in der Rue Morgue (Murders in the Rue Morgue) (Kinofilm)
- 1972: Schlachthof 5 (Kinofilm)
- 1972: Fremde Stadt (Kinofilm)
- 1973: Über Nacht (Kinofilm)
- 1973; 1974: Mordkommission (Fernsehserie, zwei Folgen)
- 1973–1974: Arpad, der Zigeuner (Serienrolle, 22 Folgen)
- 1974: Der Jäger von Fall (Kinofilm)
- 1973; 1974: Der Kommissar (Fernsehserie, zwei Folgen)
- 1975: Der Edelweißkönig (Kinofilm)
- 1975: Arpad – Zwei Teufelskerle räumen auf (Fernsehserie, Serienrolle)
- 1976: Derrick: Kalkutta (Fernsehserie, eine Folge)